# 张广铭
张广铭，清华大学清华大学物理系教授，研究领域为强关联多电子体系、低维磁系统和介观体系等，中华人民共和国教育部第七批“长江学者”特聘教授。

## 生平
曾就读于国防科技大学物理系、上海交通大学物理系，曾在上海同济大学物理系任教，2004年至今，在清华大学物理系任教。